# Pierre Dalem
Pierre Dalem  est un footballeur international belge, né le 16 mars 1912 à Liège et mort le 22 février 1993.

## Biographie
Milieu de terrain au Standard de Liège, Pierre Dalem a joué 161 matches et marqué 6 buts en Championnat de Belgique. Il a été sélectionné en équipe nationale de 1935 à 1939 : il a joué 23 matches avec les Diables Rouges.

## Palmarès
- International de 1935 à 1939 (23 sélections)
- Présélectionné pour la Coupe du monde 1938 (ne joue pas)
- Vice-Champion de Belgique en 1936 avec le Standard de Liège